# Groupe cyclique
En mathématiques et plus précisément en théorie des groupes, un groupe cyclique est un groupe qui est à la fois fini et monogène, c'est-à-dire qu'il existe un élément a du groupe tel que tout élément du groupe puisse s'exprimer sous forme d'un multiple de a (en notation additive, ou comme puissance en notation multiplicative) ; cet élément a est appelé générateur du groupe.
Il n'existe, à isomorphisme près, pour tout entier n > 0, qu'un seul groupe cyclique d'ordre n : le groupe quotient ℤ/nℤ — également noté ℤn ou Cn — de ℤ par le sous-groupe des multiples de n.
Les groupes cycliques sont importants en algèbre. On les retrouve, par exemple, en théorie des anneaux et en théorie de Galois.

## Applications

### Théorie des groupes
Les groupes monogènes sont importants pour l'étude des groupes abéliens de type fini : tous sont des produits directs de groupes monogènes (dont certains peuvent être monogènes infinis c'est-à-dire isomorphes à ℤ). En particulier, les groupes abéliens finis sont classifiés par le théorème de Kronecker. Dans le cas des groupes finis non abéliens, le théorème de Cauchy montre l'existence de nombreux sous-groupes cycliques. Ce théorème est utilisé pour la classification des groupes finis, même si souvent, certaines formes plus élaborées sont utilisées comme les trois théorèmes de Sylow.

### Arithmétique
En arithmétique ces groupes offrent un large répertoire d'outils et permettent de nombreuses démonstrations. Ces outils sont regroupés dans une branche des mathématiques nommée arithmétique modulaire. Ils se fondent sur l'étude des congruences sur l'anneau des entiers. On peut citer comme exemple le petit théorème de Fermat ou encore le théorème des deux carrés de Fermat avec la démonstration de Richard Dedekind. On peut encore citer la loi de réciprocité quadratique qui repose sur des structures de groupes cycliques. Il existe de nombreux cas où le groupe sous-jacent est non monogène, mais seulement  abélien de type fini, ce qui s'y ramène par produit. On le trouve par exemple dans le théorème de la progression arithmétique ou le théorème des unités de Dirichlet.

### Théorie des anneaux
Les groupes monogènes jouent un rôle dans la théorie des anneaux particulièrement dans le cas des anneaux unitaires. En effet, l'unité de l'anneau engendre (pour l'addition) un groupe monogène, permettant de définir la caractéristique d'un anneau.

### Théorie de Galois
Dans le cas particulier des corps commutatifs, les groupes cycliques jouent aussi un rôle déterminant. Toute extension de corps possède un groupe associé nommé groupe de Galois. Le théorème d'Abel-Ruffini indique que les propriétés de commutativité sont essentielles pour comprendre la théorie des équations. Le théorème de Kronecker-Weber montre que la compréhension de la résolution des équations algébriques est essentiellement liée à la structure des extensions cyclotomiques dont le groupe de Galois est cyclique.
La théorie de Galois permet aussi de construire tous les corps finis, intimement associés à la structure de groupes cycliques. Ainsi le groupe additif est un produit direct de plusieurs occurrences d'un groupe cyclique et le groupe multiplicatif est cyclique.

### Théorie de l'information
La théorie de l'information utilise largement les groupes cycliques. Un élément essentiel de la cryptologie se fonde sur le fait qu'il est relativement simple de construire un grand nombre premier mais difficile de décomposer un grand nombre en nombres premiers. Ce principe est à la base du chiffrement RSA. Les algorithmes de décomposition, nommés test de primalité se fondent très généralement sur les groupes cycliques. On peut citer comme exemple ceux de Fermat, de Miller-Rabin ou encore de Solovay-Strassen.
La théorie des codes correcteurs, visant à assurer non pas la sécurité mais la fiabilité, n'est pas en reste. La grande majorité des codes utilisés dans l'industrie font partie de la famille des codes cycliques s'appuyant sur divers groupes cycliques.

## Théorème fondamental
Les groupes cycliques possèdent une structure telle que les puissances (en notation multiplicative) d'un élément bien choisi, engendrent tout le groupe. Cette situation est illustrée dans la figure suivante, qui présente le graphe des cycles du groupe cyclique Cn, pour les premières valeurs de n.
L'élément neutre est représenté par un point noir ; un élément générateur peut être obtenu en prenant (par exemple) le premier élément en tournant vers la droite ; le carré de cet élément générateur s'obtient en tournant toujours dans la même direction, et ainsi de suite. Le (n+1)-ième élément est égal au premier, le (n+2)-ième au 2e, et ainsi de suite.
Cn désigne le groupe cyclique d'ordre n.
| C1 | C2 | C3 | C4 | C5 | C6 | C7 | C8 |
| -- | -- | -- | -- | -- | -- | -- | -- |

Tout quotient d'un groupe monogène est monogène (la classe du générateur engendre le groupe quotient), en particulier tout quotient du groupe (ℤ, +). Les groupes monogènes sont tous obtenus de cette façon :

Un groupe est monogène (si et) seulement s'il est isomorphe à (ℤ/nℤ, +) pour un certain entier naturel n.
Ce théorème montre que ce groupe est unique pour un ordre donné et élucide complètement sa structure. Quelques corollaires en découlent immédiatement :

- Tout groupe monogène est abélien.
- Le nombre de générateurs d'un groupe cyclique d'ordre n est égal à φ(n), où φ désigne l'indicatrice d'Euler.

## Propriétés

### Sous-groupes
La structure du treillis des sous-groupes d'un groupe monogène ℤ/nℤ est simple :

- Les sous-groupes d'un groupe monogène sont monogènes (en particulier, les sous-groupes de ℤ sont les parties de la forme dℤ avec d entier).
- Si n ≠ 0, pour tout diviseur positif d de n, le sous-groupe de ℤ/nℤ engendré par la classe de n/d est l'unique sous-groupe d'ordre d.

On en déduit :
équation qui fournit en retour une réciproque, :

Pour qu'un groupe G d'ordre n soit cyclique, il suffit que pour tout diviseur d de n, G possède au plus un sous-groupe cyclique d'ordre d.

En particulier, tout groupe d'ordre premier est cyclique. Autrement dit : tout nombre premier est un nombre cyclique.
Ceci permet également de montrer que tout sous-groupe fini du groupe multiplicatif d'un corps commutatif est cyclique,.

### Théorème chinois
Le théorème des restes chinois permet la décomposition d'un groupe cyclique fini en groupes cycliques plus petits. Ce théorème est largement utilisé en théorie algébrique des nombres et plus spécifiquement en arithmétique modulaire. Il est aussi à la base de nombreux algorithmes de cryptographie, comme celui du chiffrement RSA. En théorie des groupes, le théorème s'énonce de la manière suivante :

Soient n1, … , nk (≥ 1) des entiers deux à deux premiers entre eux et n leur produit. Alors, tout groupe cyclique d'ordre n est isomorphe à un produit de k groupes cycliques d'ordres respectifs n1, … , nk.
Note : l'exposant du groupe produit est égal au PPCM des ni. Si ceux-ci ne sont pas premiers entre eux deux à deux, l'exposant du groupe produit est donc strictement inférieur à son ordre n et ce groupe n'est alors pas cyclique.
On déduit du théorème une décomposition d'un groupe cyclique en « facteurs primaires » : si n est l'ordre du groupe, soit
sa décomposition en produit de facteurs premiers (unique à l'ordre près des facteurs), où (pi) est une famille de k nombres premiers distincts et αi des entiers supérieurs ou égaux à 1. Le théorème précédent s'applique en posant {\displaystyle n_{i}=p_{i}^{\alpha _{i}}} et donne :

Tout groupe cyclique se décompose (de manière essentiellement unique) en un produit de groupes cycliques d'ordre une puissance d'un nombre premier.

## Morphisme

### Endomorphisme
Pour tous groupes abéliens G et H, l'ensemble Hom(G, H) des morphismes de G dans H est naturellement muni d'une structure de groupe abélien. En particulier, l'ensemble End(G) := Hom(G, G) des endomorphismes d'un groupe monogène G est un groupe abélien, et même monogène car :

Si g est un générateur de G, l'application End(G) →G, ψ ↦ ψ(g) est un isomorphisme de groupes.
En effet, ce morphisme est injectif (l'endomorphisme ψ est entièrement déterminé par ψ(g)) et surjectif car réciproquement, si h est un élément de G, de la forme h = gp, alors l'endomorphisme idp (puissance p-ième dans End(G) de l'endomorphisme identité), qui à x associe xp, envoie g sur h.
Pour tout endomorphisme ψ de G, de la forme x ↦ xp, im(ψ) est le sous-groupe de G engendré par gp et ψ est un automorphisme si et seulement s'il est surjectif.
Plus précisément, si G est d'ordre n, ker(ψ) est le sous-groupe de G d'ordre PGCD(n, p) et im(ψ) est celui d'ordre n/PGCD(n, p). Par conséquent :

Un groupe cyclique d'ordre n a exactement φ(n) automorphismes, où φ désigne l'indicatrice d'Euler : les morphismes de la forme x ↦ xp, pour p premier avec n et compris entre 1 et n.
Ces automorphismes forment, dans le groupe symétrique S(G), un sous-groupe abélien, dont la structure est décrite dans l'article Anneau ℤ/nℤ, § Groupe des unités.

### Caractère
Un caractère d'un groupe G est un morphisme de G dans le groupe multiplicatif (ℂ*, ×) des éléments non nuls du corps des nombres complexes. Cette notion est au cœur d'une théorie importante, celle des représentations d'un groupe fini.
Si G est d'ordre n, ses caractères sont à valeurs dans le groupe Un des racines n-ièmes de l'unité (cf. article détaillé). Ce groupe est cyclique d'ordre n donc :

- L'image d'un caractère est un sous-groupe Ud de Un.
- Soit G = ⟨g⟩ un groupe cyclique d'ordre n. L'application χ ↦ χ(g) est un isomorphisme, du groupe des caractères de G dans Un.

(On peut le déduire de l'étude ci-dessus des endomorphismes de G, ou le démontrer exactement de la même manière.)
Remarquons que si r est une racine n-ième de l'unité, l'unique caractère χ tel que χ(g) = r vérifie, pour tout entier m : χ(gm) = rm.

## Groupes virtuellement cycliques
Un groupe G est dit virtuellement cyclique s'il possède un sous-groupe monogène C d'indice fini (la finitude de l'indice équivaut à l'existence d'une partie finie F de G telle que tout élément de G soit le produit d'un élément de F par un élément de C).
Cela équivaut trivialement à : G est fini ou contient un sous-groupe d'indice fini isomorphe à ℤ.
Tout sous-groupe d'un groupe hyperbolique est virtuellement cyclique ou contient un sous-groupe libre à deux générateurs.
Un groupe infini est virtuellement cyclique si et seulement s'il est de type fini et si son nombre de bouts (du graphe de Cayley, pour n'importe quelle partie génératrice finie) est égal à 2.